# Nevada Smith
Nevada Smith ist ein US-amerikanischer Western aus dem Jahr 1966. Regie führte Henry Hathaway. Geschichte und Drehbuch stammen von John Michael Hayes, angeregt durch die Figur des „Nevada Smith“ aus dem Roman Die Unersättlichen (The Carpetbaggers) von Harold Robbins, der bereits 1964 unter der Regie von Edward Dmytryk unter gleichnamigem Titel verfilmt worden war.

## Handlung
In den 1890er Jahren: Eine aus Tom Fitch, Bill Bowdre und Jesse Coe bestehende Bande fragt den jungen Max Sand, ein Halbblut, nach dem Weg zu dessen Elternhaus. Dann vertreiben sie sein Pferd, damit er ihnen nicht folgen kann, und Max erkennt, dass seine Eltern in Gefahr sind. Als es ihm endlich gelingt, nach Hause zu kommen, findet er seinen Vater, einen Weißen, und seine Mutter, eine Indianerin, nur noch tot vor. Von den Banditen brutal ermordet, weil diese glaubten, dass der Vater von Max als Goldgräber Erfolg hatte, und sie ihm vergeblich seinen Fund abzupressen versuchten. Max beschließt, sich an den Tätern zu rächen, und macht sich alleine auf, um sie zu finden.
Ein fahrender Waffenhändler namens Jonas Cord nimmt ihn einige Zeit später unter seine Fittiche, indem er den ausgehungerten Jungen mit Lebensmitteln versorgt, und lehrt ihn das Schießen, da er ihn für komplett hilflos hält. Max bringt sich selbst das Lesen bei, bezahlt aber auch für Informationen über den Aufenthaltsort der Gesuchten. Als ersten findet er Jesse Coe und bringt ihn an einem Rinderpferch mit dem Messer zur Strecke, wobei er selbst schwer verwundet wird. Zuvor hatte er die als Freudenmädchen arbeitende Kiowa Neesa kennengelernt. Er findet Unterschlupf bei ihrem Stamm, sie kümmert sich um ihn und es stellt sich heraus, dass der Häuptling des Stammes sein Großonkel ist.
Nach seiner Genesung erfährt er, dass Bill Bowdre zurzeit gerade in einem Straflager in den Sümpfen Louisianas einsitzt. Max begeht zum Schein einen Banküberfall, um sich fassen und ebenfalls in dieses Lager einsperren zu lassen. Er erschleicht sich das Vertrauen Bowdres, der ihn nicht erkennt, und mit Hilfe der Cajun-Frau Pilar gelingt ihnen die Flucht. Unterwegs durch die Sümpfe gibt er sich Bowdre schließlich zu erkennen und erschießt ihn. Die Frau stirbt an einem Schlangenbiss.
Da Bowdre ihm den Hinweis gab, dass Fitch in Kalifornien auf Goldsuche sei, gibt er sich als Fitch aus und begibt sich dort auf die Suche nach ihm. In einer Stadt drückt er sich trinkend und auffällig herum, weswegen der Sheriff ihn inhaftiert. Die Bande des wahren Fitch befreit ihn aus dem Gefängnis in dem Glauben es handele sich um den echten Fitch. Die Männer stellen fest, dass sie sich getäuscht haben und wollen ihn bestrafen, indem sie ihn zu Tode schleifen. Da tritt ein Mönch dazwischen als Sands Lebensretter. Er pflegt Sand und kümmert sich moralisch um ihn; Sand erholt sich in der Mission einige Zeit, wo der Pater versucht, ihn zum Verzicht auf seine weitere Rache zu bewegen.
Letztendlich macht Max Tom Fitch ausfindig, bei dem er sich unter dem Allerweltsnamen Nevada Smith als Bandenmitglied bewirbt. Der äußerst misstrauische Fitch aber glaubt Max zu erkennen, ist sich aber nicht sicher und stellt ihm einige psychologische Fallen, um es herauszufinden, jedoch besteht Max diese Tests anscheinend. Fitchs Bande will einen bewaffneten Goldtransport überfallen; Max soll an diesem Überfall teilnehmen. Auch als sie unterwegs zufällig dem Waffenhändler Cord begegnen, der ihn mehrfach mit dem Namen Max anspricht, scheint seine Tarnung nicht auf zu fliegen. Unmittelbar vor dem Überfall spricht Fitch ihn jedoch mit dem Namen „Max Sand“ an und droht ihm an, ihn nach dem Überfall zu 'erledigen'.
Schlussendlich lässt Max Fitch nach einem Showdown am Ufer eines Flusses schwer verletzt zurück und verzichtet darauf, ihn zu töten, da er erkennt, dass Fitch das Pulver für die tödlichen Schüsse nicht wert ist.

## Synchronisation
Die deutsche Fassung entstand bei der Berliner Synchron GmbH. Das Dialogbuch schrieb Dietmar Behnke, der auch die Regie übernahm.
| Darsteller           | Rolle                       | Synchronsprecher   |
| -------------------- | --------------------------- | ------------------ |
| Steve McQueen        | Nevada Smith/Max Sand/Fitch | Thomas Eckelmann   |
| Karl Malden          | Tom Fitch                   | Fritz Tillmann     |
| Brian Keith          | Jonas Cord                  | Arnold Marquis     |
| Arthur Kennedy       | Bill Bowdre                 | Horst Niendorf     |
| Suzanne Pleshette    | Pilar                       | Eva Pflug          |
| Raf Vallone          | Pater Zaccardi              | Holger Hagen       |
| Janet Margolin       | Neesa                       | Anita Kupsch       |
| Pat Hingle           | Big Foot                    | Hans Walter Clasen |
| Howard Da Silva      | Aufseher                    | Hans Wiegner       |
| Martin Landau        | Jesse Coe                   | Michael Chevalier  |
| Paul Fix             | Sheriff Bonnell             | Kurt Waitzmann     |
| Gene Evans           | Sam Sand                    | Hans W. Hamacher   |
| Josephine Hutchinson | Elvira McCanles             | Elfe Schneider     |
| John Doucette        | Ben McCanles                | Richard Haller     |

## Hintergrund
Die Außenaufnahmen für diesen außergewöhnlich harten Western wurden unter anderen in New Orleans und in verschiedenen Orten in Kalifornien gedreht. Max Sand soll 16 Jahre alt sein, McQueen war zur Zeit der Dreharbeiten 35.

## Kritiken
Adolf Heinzlmeier und Berndt Schulz bewerteten Nevada Smith in ihrem Lexikon „Filme im Fernsehen“ mit 2½ von 4 möglichen Sternen als „überdurchschnittlich“ und bezeichnen ihn als „blutiges Drama um Selbstfindung und Selbstjustiz“.
Das Lexikon des internationalen Films schrieb, der „spannende Qualitätswestern“ biete eine „geschickte Mischung aus Psychodrama, bunter Romantik und abwechslungsreicher Abenteuerunterhaltung“.
Wesley Lovell schrieb im Apollo Movie Guide, das Beste, was man über Nevada Smith sagen könne, sei, der Film „gehe hinein, mache, was zu tun sei und gehe, bevor es zu spät sei“. Er zeige zwar das Reifen der Hauptfigur, aber stelle das Publikum nicht zufrieden. Die Darstellung von Steve McQueen sei „vernünftig“ („decent“), dessen emotionale Bandbreite sei eingeschränkt. Der Regisseur habe kein Auge für Details, vor allem hätte er nicht derartig auf Nahaufnahmen verzichten sollen.
Ein namentlich nicht genannter Autor befand am 15. Juli 1966 in Time, Steve McQueen wirke hier, als würde er sich auf dem Sitz einer Harley-Davidson wohler fühlen als im Sattel eines Pferdes. Die Landschaften seien unverhältnismäßig prächtig.
Jens Golombek besprach in Das große Film-Lexikon mehrdeutig eine „[…] krude Rachegeschichte, wie sie der Italo-Western nicht besser erzählen könnte“, und stellte eine „Überlänge“ fest. Er schließt sich dabei einer US-Kritikerstimme an, die der Ansicht war, McQueen werde seiner Rolle gerecht.

## Auszeichnungen
Der Film wurde im Jahr 1967 für den US-amerikanischen Golden Laurel nominiert und belegte den fünften Platz.